# Chironomus wulkeri
Chironomus wulkeri är en tvåvingeart som beskrevs av Philinkova och Belyanina 1993. Chironomus wulkeri ingår i släktet Chironomus och familjen fjädermyggor. Arten är reproducerande i Sverige. Inga underarter finns listade i Catalogue of Life.